# Rapina

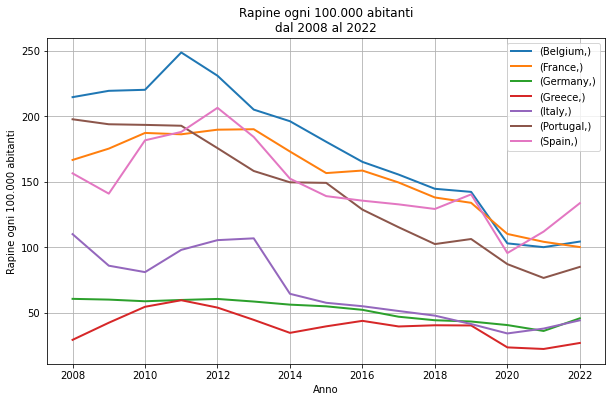
Fonte: [https://ec.europa.eu/eurostat/databrowser/view/crim_off_cat/default/table?lang=en&category=crim.crim_off Eurostat

La rapina, nel diritto penale italiano, è il delitto previsto dall'art. 628 c.p.. Tale articolo delinea due figure di rapina, la rapina propria se la violenza è mezzo per ottenere l'impossessamento, rapina impropria se invece serve a mantenere il possesso o ad assicurare a sé o ad altri l'impunità.

## Storia
Nel diritto romano un editto del pretore Lucullo (76 a.C.) istituì un'azione da esperire entro l'anno per il quadruplo del valore dei danni provocati e delle cose asportate in caso di rapina.

L'editto non riguardava soltanto le bona vi rapta commessi da bande di schiavi, ma anche quanti avessero organizzato attruppamenti di uomini sia quanti avessero solo istigato violenza, nonché la persona singola che avesse direttamente commesso la rapina. Autonoma configurazione ebbe così l’actio vi bonorum raptorum (per il quadruplo entro l'anno, per il simplum dopo in ogni caso infamante; con Giustiniano diventa mista a un tempo).
Prima dell'editto del pretore non si trattava di un furtum manifestum, sicché dal punto di vista del furtum essa sarebbe stata perseguita con la pena del doppio. Con l'editto luculliano la rapina fu invece sanzionata come il furtum manifestum.

## Caratteristiche
- è un reato plurioffensivo poiché vengono a essere lesi sia l'incolumità personale sia l'integrità del patrimonio.

- è un reato complesso ex art. 84 c.p. i cui elementi costitutivi sono il furto (art. 624 c.p.) e la violenza privata (art. 610 c.p.) che rimane assorbita nella rapina purché la violenza non si concretizzi in un fatto più grave come, ad esempio, le lesioni personali.

- è un reato procedibile d'ufficio con arresto obbligatorio e per il quale è consentita l'applicazione della misura cautelare del fermo di indiziato di delitto.

## Elemento soggettivo
L'elemento soggettivo è rappresentato dal dolo specifico, cioè la coscienza e volontà del fatto tipico accompagnato dal fine di perseguire un ingiusto profitto, che ricorre ogni qualvolta la pretesa economica che il soggetto attivo persegue non riceva alcuna tutela dall'ordinamento giuridico. 
In caso contrario non si verrebbe a configurare il reato di rapina bensì il reato di esercizio arbitrario delle proprie ragioni con violenza alle persone ex art. 393 c.p. ovvero violenza privata ex art. 610 c.p.

## Momento consumativo
Il momento consumativo del reato è identificabile con quello dell'impossessamento del bene, impossessamento che deve essere compiuto dal soggetto agente con le proprie mani, ossia con atto materialmente volto a entrare nel possesso del bene oggetto del reato poiché, se la cosa fosse semplicemente consegnata all'aggressore da parte del soggetto passivo tale fattispecie potrebbe essere ricondotta all'estorsione, regolata dall'art. 629 c.p.
Dottrina e giurisprudenza oggi dominanti ritengono che la differenza tra queste due figure di reato non risieda nelle modalità di consegna del bene, quanto nel fatto che in capo alla vittima possa esistere una facoltà di scelta in merito alla stessa.
In particolare si consuma il reato di rapina e non di estorsione quando il soggetto passivo si trova nella piena soggezione del suo oppressore. Soggezione che sfocerà in una impossibilità di scelta fra il male minacciato e la consegna del bene.

## Tentativo
Il tentativo è configurabile in tutte quelle ipotesi in cui pur esercitandosi la violenza non si riesce a impossessarsi della cosa mobile o qualora, compiuta la sottrazione, si tenti di utilizzare violenza o minaccia al fine di conseguire l'impunità.
La norma, dunque, lascia trasparire due differenti forme di rapina: quella cosiddetta propria in cui la violenza o minaccia precedano l'impossessamento e la cosiddetta impropria in cui la violenza o minaccia siano successive all'impossessamento e siano finalizzate a conseguire l'impunità.

## Circostanze aggravanti

### Appartenenza a un'associazione di tipo mafioso
Se l'agente è membro di un'associazione di tipo mafioso la pena è aumentata al fine di reprimere il fenomeno della criminalità organizzata.
Il comma terzo dell'art. 628 c.p., prevede circostanze aggravanti a effetto speciale. 
La prima ipotesi, al n. 1 del comma 3, è afferente alla "violenza o minaccia commessa con armi". La Corte di Cassazione a Sezioni Unite, ha sancito che il semplice uso o porto di un'arma giocattolo, (priva del tappo rosso) assume rilevanza penale solo se mediante esso si realizzi un reato del quale rappresenti elemento costitutivo o circostanza aggravante.
La seconda ipotesi si verifica quando la violenza o minaccia è "commessa da persona travisata".
L'ultima delle ipotesi è quella della "violenza o minaccia commessa da più persone riunite".

## Reato compiuto da pubblico ufficiale
Un'ulteriore aggravante può essere applicata se il reato di rapina è commesso da un pubblico ufficiale. In questo caso, la pena può essere aumentata in ragione dell'abuso di potere o della violazione dei doveri inerenti alla funzione pubblica. Questa aggravante è prevista dall'articolo 61, comma 1, numero 9-bis del Codice Penale italiano.

## Circostanze attenuanti
La sentenza della Consulta n. 86/2024 ha dichiarato l'illegittimità costituzionale dell'art. 128 1° comma in quanto non prevede delle attenuanti per i fatti di reato di lieve entità, norma che obbligava il giudice a una condanna pari ad un minimo di 5 anni di reclusione. La sentenza, adottata ai sensi della legge 11 marzo 1953, n. 87 (Norme sulla costituzione e sul funzionamento della Corte costituzionale), prevede l'introduzione della possibilità di ridurre la pena fino ad un terzo per tali fatti di lieve entità. Un analogo provvedimento era stato assunto con la sentenza n. 120/2023 per il reato di estorsione